# Chrysopolominae
De Chrysopolominae zijn een onderfamilie van vlinders uit de familie van de slakrupsvlinders (Limacodidae).

## Geslachten
- Achrocerides Hering E. M., 1937
- Chrysectropa Bethune-Baker, 1911
- Chrysopolomides Hering E. M., 1937
- Chrysopoloma Druce, 1886
- Chrysopolomides Hering E. M., 1937
- Diquishia Kurshakov & Zolotuhin, 2016
- Ectropa Wallengren, 1863
- Ectropona Kurshakov & Zolotuhin, 2013[1]
- Erythropteryx Hering E. M., 1937
- Hamartia Hering E. M., 1937
- Scotinocerides Hering E. M., 1937
- Strigivenifera Hering E. M., 1937
- Vietteopoloma Hering E. M., 1961